# Isla Martín Pérez
La isla Martín Pérez es una pequeña isla que se encuentra en el golfo de Fonseca, en el océano Pacífico) que se encuentra en jurisdicción del Estado salvadoreño en La Unión, se encuentra custodiada por la Fuerza Naval salvadoreña que se encargan de ejercer la soberanía en ese territorio insular, como también proteger los recursos naturales de la isla sobre todo mantener la limpieza de las playas y proteger la flora y la fauna de la isla.

## Turismo
La isla no está totalmente abierta al público ya que solo se permite la visita de turistas con autorización de la Fuerza Armada, porque antiguamente los turistas dejaban basuras en las playas por eso para poder entrar a la isla se necesita un permiso a la capitanía de puerto de la Fuerza Naval en el cual para recibir el permiso se deben de comprometen a dejar limpio el lugar en que ellos estén. En la isla se encuentran veredas cubiertas con vegetación .Sus playas, la Jacoba y Costa Brava bañadas por el golfo de Fonseca tienen unas tranquilas y cristalinas aguas.

## Custodia de la Fuerza Armada
El Ministerio de la Defensa concedió la custodia a la Fuerza Naval en 1997, ya que se registraban incendios forestales que dañaban los ecosistemas de la isla así como las especies animales. La Fuerza Armada lleva a cabo programas de repoblación de fauna de muchas especies animales y de protección de la flora, ya que hay un pacto entre los Ministerios de la Defensa y de Medio Ambiente y Recursos Naturales.